# Минерв (виконтство)
Виконтство Минерв (фр. Vicomté de Minerve) — феодальное владение на юге Франции, располагавшееся на территории графства Каркассон.

## История
Родственные связи большинства виконтов и сеньоров Минерва не установлены. Первым известным виконтом стал Пьер I, упоминаемый 7 сентября 1071 года. После него подряд упоминаются несколько других виконтов, приведённых ниже, и следует предположить, что они сменяли друг друга поочередно. Гильом II имел нескольких сыновей, однако Пьер II, четвёртый сын Гильома, единственным из своих братьев упоминается виконтом Минерва в 1066 году. После этого упоминаются виконт Беренгер, а затем два сеньора Минерва по имени Гильом. Дата смерти Гильома II, сына Гильома I, не установлена. Дальнейшая судьба сеньории также не известна. 

## Список правителей Минерва
- ?—после 7 сентября 1071 : Пьер I (ум. после 7 сентября 1071)
- после 7 сентября 1071—после 3 февраля 1084 : Раймунд (ум. после 3 февраля 1084)
- после 3 февраля 1084—после 1 мая 1095 : Понс (ум. после 1 мая 1095)
- после 1 мая 1095—после 29 апреля 1103 : Бернар (ум. после 29 апреля 1103)
- после 29 апреля 1103—после 1 июля 1152 : Гильом I (ум. после 1 июля 1152)
- после 1 июля 1152—после 4 февраля 1165 : Гильом II (ум. после 4 февраля 1165)
- после 4 февраля 1165—после 1166 : Пьер II (ум. после 1166), сын предыдущего
- после 1166—после 27 апреля 1135 : Беренгер (ум. после 27 апреля 1135)
- после 27 апреля 1135—1210/15 марта 1215 : Гильом IV (ум. 1219)
- 1210/15 марта 1215—после 16 марта 1215 : Раймунд II (ум. 1080/1084), сын предыдущего